# میدجان
میدجان، روستايي از توابع بخش سورنا شهرستان رستم در استان فارس ایران است. داراي طبيعتي زيبا و سرسبز  مي باشد از شمال به كوه سنگي بزرگ( كه در اصطلاح محلي طاوه ناميده مي شود) و از غرب و شرق محصور به دو رودخانه دايمي مي باشد.به دليل وجود آب و چشمه سارهاي اطراف روستا كشاورزي و باغداري رونق نسبتا خوبي دارد.
این منطقه رونق و سرسبزی خود را مدیون مرقد مبارک امامزاده عبدالله(ع) است که از نوادگان امام موسی ابن جعفر می باشند، و زیر سایه لطف و کرم این امامزاده ی گرانقدر مردم در این روستا به زندگی خویش مشغولند.
مردم این منطقه لر هستند و به زبان لری صحبت میکنند.
مردم این روستا از طایفه ی بزرگ رئیس و بستگان دور و نزدیک این طایفه هستند.
ساکنین این روستا عموما به گله داری ، کشاورزی و باغداری مشغول هستند.
از محصولات کشاورزی آنها می توان به گندم ، برنج و حبوبات اشاره کرد.همچنین این روستا ذر منطقه به انجیر هایش مشهور است.البته در میان محصولات آنها انار و انگور نیز خودنمایی میکند.

## جمعیت
این روستا در دهستان پشتکوه رستم قرار دارد و براساس سرشماری مرکز آمار ایران در سال ۱۳۸۵، جمعیت آن ۲۰۲ نفر (۴۷خانوار) بوده‌است.